# کوندیل درونی درشت‌نی
لقمهٔ درونی درشت‌نی یا کوندیل داخلی تیبیا (به انگلیسی: Medial Condyle of Tibia)، بخش داخلی، قسمت فوقانی درشت‌نی است.
در این منطقه، ماهیچه نیم‌غشایی درج شده‌است.